# Marcelo Ferreira
Marcelo Bastos Ferreira (ur. 26 września 1965 w Niterói) – brazylijski żeglarz sportowy. Medalista olimpijski.
Pływa w klasie Star w parze z Torbenem Graelem. Wspólnie zdobyli złote medale na igrzyskach w Atlancie i Atenach oraz brązowy w Sydney. Był także mistrzem świata (1990, 1997).